# Túath
Túath (mn. č. túatha) je staroirský výraz pro základní politickou a jurisdikční jednotku gaelského Irska. Výraz túath může označovat jak geografické území, tak i lidské společenství, které na tomto území žilo.

## Historie
Ve starém Irsku v jednom hospodářství žilo okolo 30 osob. Trícha cét („třicet stovek“) byla oblast zahrnující 100 obydlí nebo zhruba 3000 lidí. Túath sestával z většího množství spojeneckých trícha céta, a proto označoval skupinu čítající nejméně 6 000 lidí. S největší pravděpodobností termín túath označoval alespoň 9000 osob.
Podle názoru jiných odborníků, jako například Neila McGuigana, byl túath zřejmě menší než trícha cét, a zároveň slovo mohlo označovat jakékoli územní společenství o libovolné velikosti.  V 11. století měl být pak pojem používán spíše pro území o velikosti farnosti.
Každý túath byl samostatnou jednotkou s vlastní výkonnou mocí a shromážděním, soudním systémem a vojenskou silou. Túatha byly seskupeny do konfederací za účelem vzájemné obrany. Existovala mocenská hierarchie mezi jednotlivými túatha závisející na geografické poloze a spojení s vládnoucími rody v regionu. Organizací jednotlivých túatha se do značné míry zabývají irské brehonské zákony, sepsané v 7. století, známé také pod jménem an Fénechas.
Starý irský územně-politický systém byl během a po podmanění Irska Tudorovci postupně nahrazen novým koloniálním systémem baronství a hrabství. Kvůli ztrátě povědomí o správných významech historických termínů panují určité zmatky při používání výrazů trícha céta a túatha, které se v některých případech zdánlivě překrývají, a v jiných spolu naopak nesouvisí. Trícha céta se používala především k určení vojenské síly, kterou mohla shromáždit určitá skupina obyvatelstva. Někteří badatelé dávají rovnítko mezi túath a novodobou farnost, zatímco jiní ji ztotožňují s baronstvím. Podobnost částečně závisí na tom, jakým způsobem bylo území začleněno do nového systému hrabství. V případech, kdy se jednalo o právní mechanismus známý jako Surrender and regrant, při kterém se irský systém klanů proměnil v pozdně feudální vztah, panuje relativní územní shoda mezi starým túath a moderním baronstvím. V případech podobných Ulsteru, při níž docházelo k rozsáhlé kolonizaci a konfiskaci půdy, není podoba původního rozdělení území vždy jasná.

## Etymologie
Túath ve staroirštině znamená „lid“, „země, území“, a také jde o termín označující stará irská království. Slovo pravděpodobně pochází z protokeltského *toutā („lid, kmen“). V moderní irštině se slovo píše tuath, a obvykle se kromě svého historického významu používá pro označení venkova.